# Salif Traoré (homme politique malien)
Pour les articles homonymes, voir Salif Traoré et Traoré.
Salif Traoré, né en 1972 à Ségou, est un général de division et homme politique malien.

## Biographie
Né en 1972 à Ségou, il étudie dans sa ville natale avant d'entrer en 1985 au prytanée militaire de Kati. Grâce à ses bons résultats scolaires, il rejoint le Lycée militaire de Saint-Cyr avant d'être diplômé de l'École spéciale militaire de Saint-Cyr en 1996.
Lieutenant de l'arme blindée cavalerie, il enseigne d'abord deux ans à l'école militaire interarmes de Koulikoro. Il est successivement commandant du 11e régiment mixte de Tessalit, du 12e régiment mixte de Kidal et enfin du 13e régiment mixte de Gao. Il sert notamment pendant la rébellion touarègue de 2006. Il participe également à la Mission des Nations unies au Liberia en 2004-2005 et à la Mission des Nations unies au Soudan en 2007-2008.
En 2012, il devient l'adjoint du coordinateur du programme spécial pour la paix et le développement dans le nord du Mali. Il est ensuite gouverneur de la région de Kayes de novembre 2012 à septembre 2015.
Il est ministre malien de la Sécurité et de la Protection civile depuis le 25 septembre 2015,. Il est promu général de brigade le 30 juin 2016 et général de division le mai 2018.